# 莲花山水道
莲花山水道是珠江三角洲中的一条水道，位于广东省广州市番禺区东南，属于狮子洋的一支汊流。北起番禺区石楼镇莲花山东岸，接狮子洋，沿海鸥岛西岸向南流，至清流村沙尾东南右纳沙湾水道后重新汇入狮子洋。全长约15千米，中段右岸有沥江汇入。水道北段有中国重点渔港之一—莲花山渔港，附近有莲花山风景区。北段水道上架有海鸥大桥，沟通海鸥岛与番禺区主体。